# Zygmunt Łempicki (generał)
Zygmunt Leonard Łempicki (ur. 5 listopada 1867 w Koderyszkach, zm. 27 lutego 1932 w Warszawie) – tytularny generał dywizji Wojska Polskiego, kawaler Orderu Virtuti Militari.

## Życiorys
Urodził się 5 listopada 1867 roku w majątku Koderyszki, w powiecie suwalskim ówczesnej guberni suwalskiej, w rodzinie Mieczysława i Kornelii z Rekoszów.
Od 1885 był oficerem rosyjskiej kawalerii. Brał udział w wojnie rosyjsko-japońskiej 1904–1905. W 1909 roku, w stopniu podpułkownika, pełnił służbę w 13 Narewskim Pułku Huzarów w Siedlcach. W latach 1915–1917 dowodził rosyjskim 13 pułkiem dragonów.
Po rewolucji lutowej, w okresie listopad 1917 – luty 1918 organizator i dowódca 3 pułku ułanów w I Korpusie Polskim na Wschodzie (w Rosji). Luty – lipiec 1918 dowódca Brygady Jazdy, a potem Dywizji Ułanów. Stoczył na ich czele kilka potyczek i zasłynął jako pełen fantazji kawalerzysta.

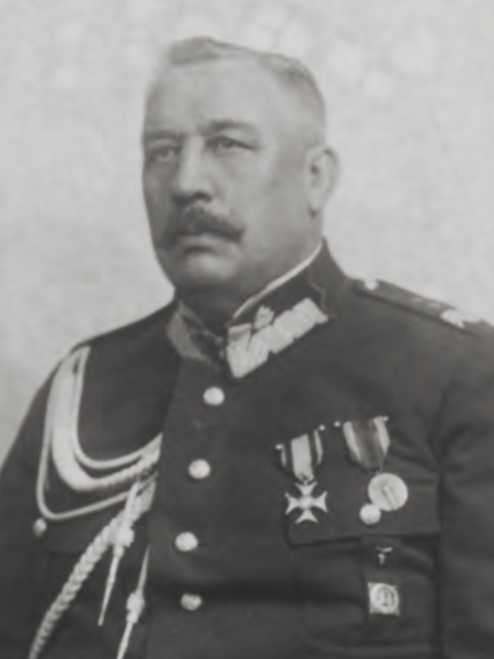
Zygmunt Łempicki, gen. dyw.

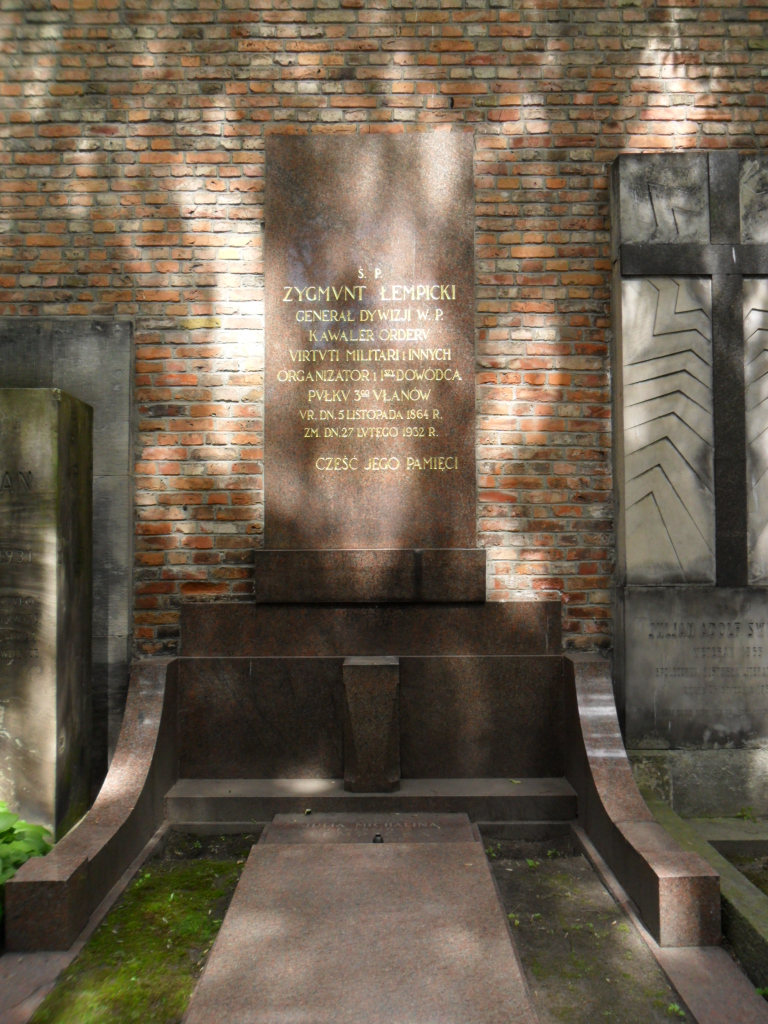
Grób Zygmunta Łempickiego na Powązkach

Od listopada 1918 w Wojsku Polskim. Do kwietnia 1921 zajmował kolejno stanowiska: prezesa Komisji Kwalifikacyjnej Dla Oficerów Jazdy, prezesa Komisji Rejestracyjnej Jazdy, pełniącego obowiązki Inspektora Jazdy, szefa Departamentu VIII Taborów i Koni Ministerstwa Spraw Wojskowych, zastępcy dowódcy Okręgu Generalnego „Kielce”. 1 maja 1920 roku został zatwierdzony z dniem 1 kwietnia 1920 roku w stopniu generała podporucznika, w grupie oficerów byłych Korpusów Wschodnich i byłej armii rosyjskiej. Był wówczas członkiem Rady Wojskowej. Z dniem 1 kwietnia 1921 roku przeniesiony został w stan spoczynku, w stopniu generała podporucznika. 26 października 1923 roku Prezydent RP Stanisław Wojciechowski zatwierdził go w stopniu tytularnego generała dywizji. Na emeryturze mieszkał w Warszawie. Zmarł 27 lutego 1932 roku w swoim mieszkaniu przy ul. Żurawiej 20 w Warszawie, po długich i ciężkich cierpieniach . 3 marca 1932 roku został pochowany w alei zasłużonych na cmentarzu Powązkowskim    (grób 8/9).
Zygmunt Łempicki 3 września 1898 roku zawarł związek małżeński z Julią Michaliną z Żabów. Nie pozostawił potomstwa.

## Ordery i odznaczenia
- Krzyż Srebrny Orderu Wojskowego Virtuti Militari nr 6678 – 10 maja 1922[18][19][5]
- Medal Międzysojuszniczy „Médaille Interalliée” – 1925[12][20]